# Julián Ugarte Palomares
Julián Ugarte Palomares (Villanueva de la Cañada, 1817-Alacant, 1894) fou un militar i polític espanyol, Alcalde d'Alacant durant la restauració borbònica.
Va ingressar a l'exèrcit en 1836 i participà en la Primera Guerra Carlina dins les files isabelines, tot destacant en el setge de Bilbao. En 1853 es va retirar de l'exèrcit amb el grau de coronel i es va establir a Alacant, on assolí propietats a l'Alcoraia. El mateix any formar part com a secretari de la societat creada per constituir el ferrocarril d'Alacant a Almansa. Afiliat al Partit Moderat, el 1867 fou regidor de l'Ajuntament d'Alacant fins que fou destituït arran de la revolució de 1868. Després de la restauració borbònica va dirigir el Partit Moderat de 1877 a 1882 i fou escollit diputat a la Diputació d'Alacant en 1875 i tinent d'alcalde. Quan el Partit Moderat es va integrar en el Partit Conservador, en fou nomenat vicepresident fins al 1887 i president de 1887 a 1894. En 1882 fou accionista de la sucursal del Banc d'Espanya i el 1885 fou escollit alcalde d'Alacant. Durant el seu mandat va acabar les obres del jardí del passeig de Ramiro i va publicar una ordenança fent obligatòria la instal·lació d'inodors a les cases. El 1887 va deixar l'alcaldia i fou nomenat vicecònsol de l'Argentina i va publicar els diaris El Eco de la Provincia (1890-1892) i La Monarquia.